# Mischabel
Mischabel – masyw górski w Alpach Pennińskich. Leży w Szwajcarii w kantonie Valais, na północ od głównego grzbietu Alp Pennińskich. Od leżącego na południu masywu Allalin oddziela go przełęcz Mischabeljoch (3847 m). Masyw Mischabel znajduje się między dolinami Mattertal i Saastal.
Od południa są to m.in. szczyty: Horn (3214 m), Leiterspitzen (3409 m), Kinhorn (3750 m), Täschhorn (4490 m). Od tego ostatniego na południe odchodzi grzbiet łączący masyw Mischabel z masywem Allalin.
Z Täschhornu grań prowadzi na północ do szczytu Dom (4545 m). Tutaj rozgałęzia się. Na zachód znajduje się grań ze szczytem Grabenhorn (3372 m), a na północny zachód ze szczytem Hohgwächte (3740 m). Na północ natomiast idzie dalej główna grań ze szczytami Grand Gendarme (4458 m) i  Lenzspitze (4294 m). Z Lenzspitze na wschód odchodzi boczna grań m.in. ze szczytami Schwarzhorn (3620 m), Guglen (2966 m) i Tallihorn (2749 m).

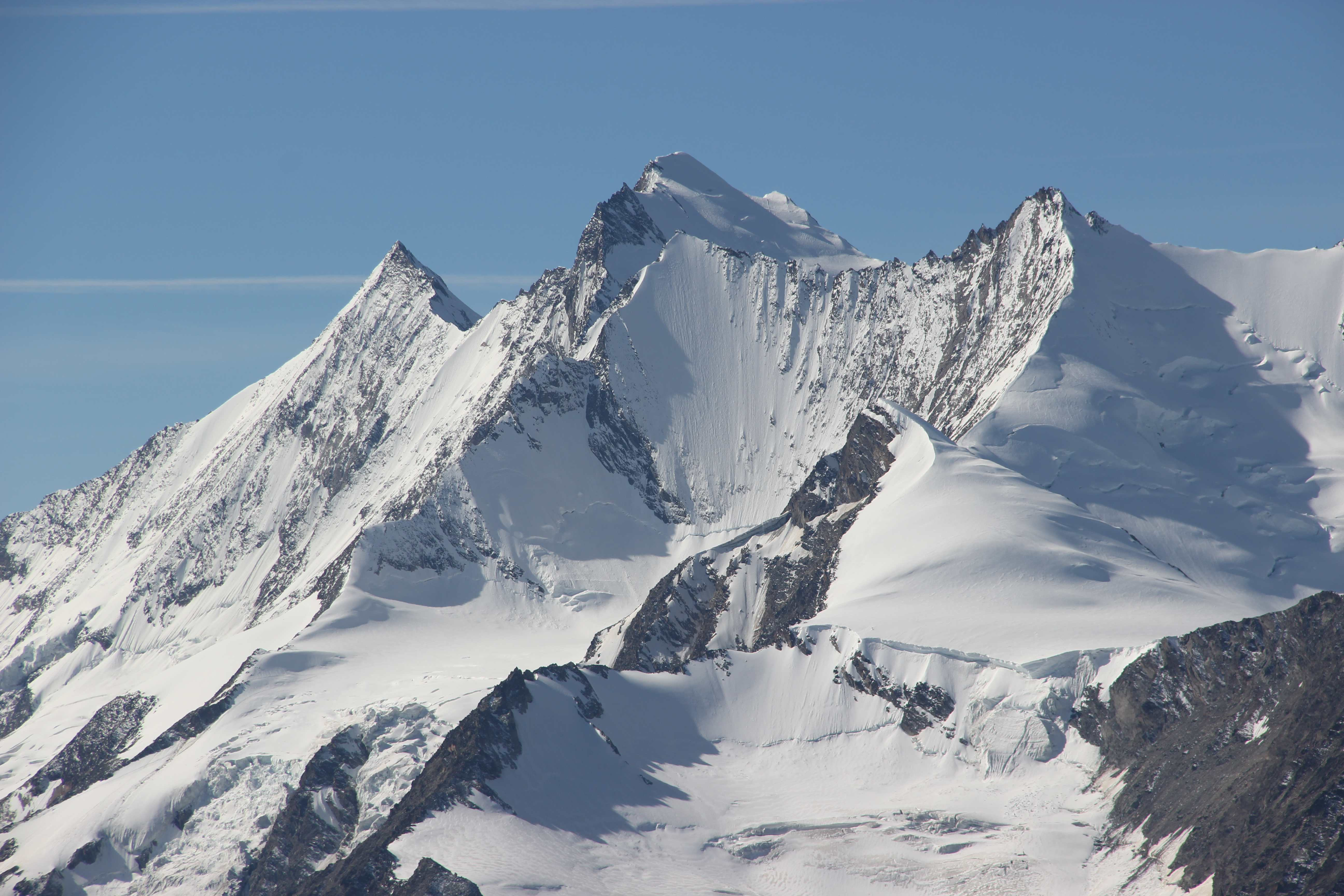
Täschhorn, Dom i Nadelhorn od wschodu

Główna grań prowadzi dalej z Lenzspitze na północ i dochodzi do szczytu Nadelhorn (4327 m). Tutaj rozdziela się. W północno-zachodniej grani (od strony doliny Mattertal) znajdują się m.in. szczyty Stecknadelhorn (4241 m), Hohberghorn (4219 m), Dürrenhorn (4035 m), Chli Dirruhorn (3890 m), Gugla (3377 m) i Breithorn (3178 m)., a w północno-wschodniej (od strony doliny Saastal) szczyty: Ulrichshorn (3925 m), Gemshorn (3548 m), Balfrin (3796 m), Grosses Bigerhorn (3626 m), Schilthorn (3402 m) i wiele innych.
Masyw otaczają m.in. lodowce: Feegletscher, Festigletscher, Hohberggletscher, Riedgletscher i Kingletscher.